# Eduard Reeser
Hendrik Eduard Reeser (Rotterdam, 23 maart 1908 - Utrecht, 29 november 2002) was een Nederlandse muziekwetenschapper en hoogleraar.

## Leven en werk
Hij was zoon van bacterioloog Hendrik Eduard Reeser (later directeur Rijksseruminrichting) en Emilie Celestine Lucile Leussen. Zelf trouwde hij in 1938 met Christine Elisabeth van Schaardenburg.
Voor de Tweede Wereldoorlog doceerde Eduard Reeser aan het Rotterdams Conservatorium. Tevens was hij redacteur van de muziektijdschriften Caecilia en De Muziek en muziekredacteur van de Nieuwe Rotterdamsche Courant. Daarna was hij korte tijd medewerker aan het muziekarchief van het Haags Gemeentemuseum. Hij promoveerde in 1939 aan de Rijksuniversiteit Utrecht bij Albert Smijers op de dissertatie De klaviersonate met vioolbegeleiding in het Parijse muziekleven ten tijde van Mozart.
Na de bevrijding heeft Reeser een belangrijke rol gespeeld bij de wederopbouw van het Nederlandse muziekleven. Zo was hij korte tijd regeringsadviseur voor de muziek en medeoprichter van de Rotterdamse Kunststichting, het Nederlands Impresariaat, de Stichting Donemus en De Nederlandse Opera Stichting. In 1945 was Reeser korte tijd lid van de Centrale Eereraad voor de Kunst die Willem Mengelberg veroordeelde tot een levenslang dirigeerverbod.
Van 1947 tot 1973 was Reeser hoogleraar in de muziekwetenschap aan de Rijksuniversiteit Utrecht. Van 1957 tot 1971 was hij voorzitter van de Vereniging voor Nederlandse Muziekgeschiedenis en van 1972 tot 1977 president van de International Musicological Society.
Als musicoloog heeft Reeser met name baanbrekend werk verricht op het gebied van de Nederlandse muziek en in het bijzonder die van Alphons Diepenbrock, van wie hij tevens de geschriften en brieven heeft uitgegeven. Hij was van 1940-1968 secretaris en van 1969-1985 voorzitter van de Stichting het Alphons Diepenbrock-Fonds. Hij was lid van zowel de Koninklijke Nederlandse Akademie van Wetenschappen als de Koninklijke Vlaamse Academie van België voor Wetenschappen en Kunsten (sinds 1970).

## Publicaties
- De klaviersonate met vioolbegeleiding in het Parijse muziekleven ten tijde van Mozart (Diss. Utrecht, 1939)
- De zonen van Bach (1941)
- Muziekgeschiedenis in vogelvlucht (1942)
- De geschiedenis van de wals (1947)
- (red.): Verzamelde geschriften van Alphons Diepenbrock (1950), in samenwerking met Thea Diepenbrock
- Een eeuw Nederlandse muziek 1815-1915, Querido, Amsterdam (1950, tweede druk 1986)
- Stijlproeven van Nederlandse muziek / Anthology of music from the Netherlands 1890-1960 (1963-1977)
- (red.): Alphons Diepenbrock - Brieven en documenten. 9 delen. (1962-1998)